# العلاقات الفرنسية الكورية الشمالية
العلاقات الفرنسية الكورية الشمالية هي العلاقات الثنائية التي تجمع بين فرنسا وكوريا الشمالية.

## مقارنة بين البلدين
هذه مقارنة عامة ومرجعية للدولتين:
| وجه المقارنة                                              | فرنسا                                                    | كوريا الشمالية                        |
| --------------------------------------------------------- | -------------------------------------------------------- | ------------------------------------- |
| المساحة (كم2)                                             | 643.80 ألف                                               | 120.54 ألف                            |
| عدد السكان (نسمة)                                         | 67.12 مليون                                              | 25.49 مليون                           |
| الكثافة السكانية (ن./كم²)                                 | 104.26                                                   | 211.47                                |
| العاصمة                                                   | باريس                                                    | بيونغيانغ                             |
| اللغة الرسمية                                             | لغة فرنسية                                               | لغة كوريا الشمالية القياسية ‏          |
| العملة                                                    | يورو، فرنك س ف ب، فرنك فرنسي، Livre tournois ‏            | وون كوري شمالي                        |
| الناتج المحلي الإجمالي (بليون دولار)                      | 2.58 تريليون                                             |                                       |
| الناتج المحلي الإجمالي (تعادل القوة الشرائية) بليون دولار | 2.87 تريليون                                             |                                       |
| الناتج المحلي الإجمالي الاسمي للفرد دولار أمريكي          | 36.20 ألف                                                |                                       |
| الناتج المحلي الإجمالي للفرد دولار أمريكي                 | 39.33 ألف                                                |                                       |
| مؤشر التنمية البشرية                                      | 0.888                                                    |                                       |
| رمز المكالمات الدولي                                      | +33                                                      | +850                                  |
| رمز الإنترنت                                              | .fr، .bzh ‏، .tf، .re، .wf، .yt، .pm، .paris              | .kp                                   |
| المنطقة الزمنية                                           | أوروبا/باريس ‏، توقيت وسط أوروبا، توقيت وسط أوروبا الصيفي | ت ع م+08:30، ت ع م+08:30، ت ع م+09:00 |

## منظمات دولية مشتركة
يشترك البلدان في عضوية مجموعة من المنظمات الدولية، منها:
| علم المنظمة | اسم المنظمة                   | تاريخ انضمام فرنسا | تاريخ انضمام كوريا الشمالية |
| ----------- | ----------------------------- | ------------------ | --------------------------- |
|             | يونسكو                        | 4 نوفمبر 1946      | 18 أكتوبر 1974              |
|             | الاتحاد البريدي العالمي       | ?                  | ?                           |
|             | الاتحاد الدولي للاتصالات      | 1866               | ?                           |
|             | الأمم المتحدة                 | 24 أكتوبر 1945     | 17 سبتمبر 1991              |
|             | المنظمة الهيدروغرافية الدولية | ?                  | ?                           |

## وصلات خارجية
- موقع وزارة الخارجية الفرنسية
- موقع وزارة الخارجية الكورية الشمالية